# Terralonus unicus
Terralonus unicus is een spinnensoort in de taxonomische indeling van de springspinnen (Salticidae).
Het dier behoort tot het geslacht Terralonus. De wetenschappelijke naam van de soort werd voor het eerst geldig gepubliceerd in 1930 door Ralph Vary Chamberlin  & Willis J. Gertsch.